# Seymour Michael Miller
Seymour Michael Miller (* 21. November 1922 in Philadelphia; † 25. Oktober 2021) war ein US-amerikanischer Soziologe, der an der Boston University forschte und lehrte. Er amtierte 1975/76 als Präsident der Society for the Study of Social Problems (SSSP).

## Werdegang und Wirken
Miller machte 1943 das Bachelor-Examen am Brooklyn College und 1945 den Master-Abschluss an der Princeton University, wo er 1951 zum Ph.D. promoviert wurde. Schon von 1947 bis 1949 war er Dozent für Wirtschaftswissenschaften an der Rutgers University, 1947 ging er an das Brooklyn College, wo er bis zum Associate Professor aufstieg. Von 1961 bis 1965 war er Professor für Soziologie an der Syracuse University. Es folgten von 1965 bis 1972 Jahre als Professor für Pädagogik und Soziologie an der New York University. Von 1973 bis über die Emeritierung war er Professor für Soziologie und Wirtschaftswissenschaften an der Boston University.
Miller war nicht nur Wissenschaftler, sondern auch politischer Aktivist. Er war Gründungsredakteur der Zeitschriften Social Policy und Ideas for Action. Er war zudem Mitbegründer und Vorsitzender des sozialwissenschaftlichen Beratungsausschusses des Congress of Racial Equality. Im August 1966 lernte er Martin Luther King kennen und freundete sich mit dem Bürgerrechtsführer an. Gemeinsam entwickelten sie eine Arbeitspartnerschaft, wobei Miller Reden, Stellungnahmen und andere Texte für King verfasste.

## Schriften (Auswahl)
- Mit Frank Riessman: Social class and social policy. Basic Books, New York 1968.
- Mit Pamela A. Roby: The future of inequality. Basic Books. New York 1970, ISBN 0-465-02591-9.
- Mit Donald Tomaskovic-Devey: Recapitalizing America. Alternatives to the corporate distortion of national policy. Routledge & Kegan Paul, Boston 1983, ISBN 0-7100-9941-X.
- Mit Anthony J. Savoie: Respect and rights. Class, race, and gender today.Rowman & Littlefield, Lanham 2002, ISBN 0-7425-1729-2.